# جيري غيليسبي
جيري غيليسبي (بالإنجليزية: Jerry Gillespie)‏ هو سياسي أمريكي، ولد في 13 نوفمبر 1950، وتوفي في 1 أبريل 2011. نشط حزبياً في الحزب الجمهوري. وقد انتخب عضو مجلس ولاية أريزونا.